# Lúcio Estertínio Ávito
Lúcio Estertínio Ávito (em latim: Lucius Stertinius Avitus) foi um senador romano nomeado cônsul sufecto para o nundínio de maio a agosto de 92 com Tibério Júlio Celso Polemeano. Era filho do senador Marco Estertínio Rufo e pai de Lúcio Estertínio Nórico, cônsul sufecto em 113, e de Públio Estertínio Quarto, cônsul sufecto em 112.

## Carreira
De origem equestre, Ávito foi procurador na Nórica durante o reinado de Vespasiano ou Domiciano. A partir da obra de Marcial, de quem era amigo e que o chamou de "sublimi pectore vates" ("bardo de coração elevado"), sabe-se que Ávito era um poeta.